# Емир Сахити
Емир Сахити (Земун, 29. новембра 1998) је албански фудбалер са Косова и Метохије који тренутно наступа за Хамбургер. Игра на позицији крилног нападача.

## Kлупске каријере

### Рана каријера
Каријеру је започео у Приштини, у локалном клубу Рамиз Садику, играо је за Приштину и Трепчу ’89 из Косовске Митровице.

### Работнички
У августу 2015. се придружио Работничком, када је имао 17 година.

### Хајдук Сплит
У фебруару 2018. се придружио Хајдуку Сплит II. Потписао је четворогодишњи уговор са Хајдуком Сплит, 29. августа 2019.

## Репрезентација
Играо је за омладинску репрезентацију Албаније када је имао 17, a за младу репрезентацију те државе када је имао 18 година. Децембра 2021. године Сахити је одлучио да наступа за Косово, за које је дебитовао следеће године. Сахити је рођен у Земуну, али је пореклом из Медвеђе у Јужној Србији.